# Dionizy Poniatowski
Dionizy Poniatowski herbu Ciołek (ur. ok. 1750) – generał major w powstaniu kościuszkowskim, członek loży wolnomularskiej Świątynia Izis w 1821 roku.
Pochodził z drobnej szlachty z Mazowsza. W 1763 jako kadet rozpoczął służbę w gwardii koronnej. W 1767 chorąży, w 1782 kapitan. Od 1792 pułkownik i dowódca pułku (awans z majora na pułkownika 19 czerwca 1792). Wziął udział w wojnie przeciwko interwencji rosyjskiej. Pozostał w służbie pod rządami targowiczan. w sprzysiężeniu insurekcyjnym nie uczestniczył, ale wiedział o jego istnieniu i swoim podwładnym oficerom nie przeszkadzał w pracach konspiracyjnych.
Po wybuchu insurekcji warszawskiej ruszył ze swoją jednostką do walki na ulicach Warszawy. W uznaniu zasług Tadeusz Kościuszko awansował go z pułkownika na generała majora, a jego oficerowie uzyskali awanse w uznaniu odwagi i męstwa. Potem dowódca dywizji na Pradze. Walczył w korpusie gen. Karola Sierakowskiego po raz ostatni w bitwie pod Maciejowicami
W 1795 został kawalerem Orderu Świętego Stanisława.